# إبراهيم الشعشاعي
إبراهيم الشعشاعي (1930 - 9 يونيو 1992) قارئ قرآن مصري ويعد أحد أعلام هذا المجال البارزين، من مواليد حي الدرب الأحمر، محافظة القاهرة وهو بن القارئ الشيخ عبد الفتاح الشعشاعي الذي تعود أصوله إلى قرية شعشاع، مركز أشمون، محافظة المنوفية وانتقل إلى القاهرة حيث أقام بحي الدرب الأحمر وولد له الشيخ إبراهيم.
حفظ القرآن الكريم صغيراً ودرس علومه وقراءاته، ومن أشهر شيوخه محمد سليمان الشندويلي شيخ قرَّاء مسجد الحسين في القاهرة، ودرس الموسيقى العربية في معهد فؤاد الأول للموسيقى. بدأ نجمه يلمع إلى جانب والده من أوائل الخمسينيات. خلف والده في كرسي القراءة ب مسجد السيدة زينب بعد رحيله سنة 1962، ودخل الإذاعة المصرية سنة 1967. وقد توفى الشيخ إبراهيم الشعشاعى في التاسع من يونيه سنة 1992.

## وصلات خارجية
- صفحة إبراهيم الشعشاعي على إسلام ويب.